# Mednarodno tekmovanje Sergeja Rahmaninova
Mednarodno tekmovanje Sergeja Rahmaninova je prireditev, na kateri se v kvaliteti interpretacije Rahmaninovih del vsake 4 leta pomerijo najboljši mladi pianisti z vsega sveta. Organizatorji (istoimenska organizacija s sedežem v Los Angelesu, ZDA), vsako leto pripravljajo tudi pianistični simpozij, koncertne prireditve, pianistične izobraževalne tečaje in skrbijo za mednarodno kulturno izmenjavo. Prvo tekmovanje je bilo organizirano leta 2002, na njem je zmagal ruski pianist Jevgenij Mikhalkov. Zmagovalec drugega tekovanja (22. januar, 2006) je Wen Yu Shen.